# بيسنسكو
FDSK
بيسنسكو (تنطق محليًا Pecenische) هي بلدية في مقاطعة فروزينوني ضمن إقليم لاتسيو في إيطاليا، وتبعد عن روما بما يقارب 120 كيلومتر (75 ميل) شرقاً وعن فروزينوني ما يقارب 45 كيلومتر (28 ميل) شرقاً.وتم إضافتها إلى Valle di Comino ومنتزه Abruzzo الوطني ، Lazio e Molise .

## تاريخها
كانت بيسنسكو مأهولة بالسكان منذ القدم، فقد كان يقطنها شعوب Sabellian ، قبل أن تستحوذ عليها الإمبراطورية الرومانية خلال فترة توسعها آناذاك منذ أكثر من ألفي عام، ويعود تاريخ أول سجل خطي باقِ لـ بيسنسكو إلى منتصف القرن الثاني عشر، وذلك عندما أعلن الملك روجر الثاني ملك صقلية مرسوماً ملكياً يحدد به الحدود الإقليمية لمدينة أتينا المجاورة، ومنذ ذلك الحين وحتى عام 1806، صارت بيسنسكو تنتمي إلى إمارة Alvito ، وهي إقطاعية داخل مملكة نابولي، وفيما بعد أضيفت إلى مملكة الصقليتين.
كما اضيفت بيسنسكو لاحقاً إلى مملكة إيطاليا في عملية التوحيد الإيطالية الشهيرة.
ويعد سكان بيسنسكو وسكان Barga في إقليم توسكانا الإيطالية، أكثر المهاجرين الإيطاليين إلى إسكتلندا، فقد قدر أن أكثر من 60 في المائة من الإيطاليين الأسكتلنديين بإمكانهم تتبع أصولهم إلى
أي من هاتين القريتين،  ومن بين العديد من الألقاب الإيطالية التي نشأت حول Picinisco ، Arcari و Boni و Capaldi و Capocci و Cervi و Coppola و Crolla و Dalsasso و D'Ambrosio و Diciacca و De Luca و De Marco و Marini و Pacitti و Pelosi و Pia و Tartaglia و Ventre. كما يُعد الأسكتلنديين الذين تنحدر اصولهم من بيسنسكو، سمة ثابته في بيسنسكو كزائرين وعائدين.
و في شهر سبتمبر لعام 2021، نُصب تمثال للإحتفال بأشهر أبناء سابتينو «تينو» باسيتي، الذي كغيره من الشبان الكثيرين الذين غادروا ليكملوا حياتهم المهنية في تقطيع رقائق البطاطس وفرد العجين لإعداد البيتزا.